# Reichsprokurator
Der Reichsprokurator war bis 1806 ein Amt im Heiligen Römischen Reichs Deutscher Nation. Er besaß eine Generalvollmacht zur Ausführung der Regierungsgeschäfte während der Abwesenheit des Kaisers. Die Verwendung des Begriffes Reichsprokurator ist erstmals im Jahr 1789 belegt.